# William Newman
William Maxwell Newman (Comberton, 21 de maig de 1939 - Cambridge, 11 de juny de 2019) va ser un científic informàtic britànic. Amb altres al Centre de Recerca Xerox Palo Alto en la dècada del 1970, Newman va demostrar els avantatges del ràster (mapa de bits) primera tecnologia de pantalla desplegada a Xerox Alto, desenvolupant programes interactius per produir il·lustracions i dibuixos. Amb Bob Sproull és coautor del primer important textbook en gràfics interactius d'ordinador. Més tard Newman va contribuir al camp de la interacció humà–ordinador, publicant diversos articles i un llibre que és una aproximació de l'enginyeria al disseny de sistemes interactius. Va ser professor honorari al University College de Londres i es va convertir en un membre de l'acadèmia CHI el 2004.

## Biografia
Newman va néixer el 21 de maig de 1939 a Comberton, a prop deCambridge, Anglaterra. Va ser el segon fill de Max Newman, el distingit matemàtic i criptògraf de la Segona Guerra Mundial, que va treballar a Bletchley Park, Universitat de Manchester i Universitat de Cambridge. La mare de William era Lyn Irvine, una escriptora relacionada amb el Grup de Bloomsbury. Durant molts anys William no va ser conscient de la important feina del seu pare al centre de criptografia Bletchley Park WWII perquè va estar protegit per l'Acta de Secrets Oficials com a mínim fins mitjans dels anys 1970. Tanmateix, més tard va agafar un interès delerós pel paper del seu pare allà, i la seva contribució al Bletchley Park o a qualsevol altre lloc.
Va anar a l'Escola de Gramàtica de Manchester abans d'estudiar Enginyeria al St. John's College de Cambridge, obtenint un BA amb honors de primera classe el 1961. El seu primer contacte amb ordinadors va ser a mitjans dels anys 1960 quan es va unir amb altres desenvolupadors d'aplicacions de CAD en el PDP-7, ordinador instal·lat al Laboratori de computació de Cambridge. Aquest PDP-7 va ser un dels primers ordinadors en el Regne Unit equipat amb una pantalla de Gràfic vectorial.
Newman va realitzar un doctorat en gràfics per ordinador a l'Imperial College de Londres el 1968 sota la supervisió del professor Bill Elliott. Per al seu projecte de doctorat va produir Reaction Handler, un sistema per organitzar els elements d'una interfície gràfica d'usuaris que sovint es coneix com el primer sistema de gestió d'interfícies d'usuari (UIMS). Després es va unir a l'equip de recerca d'Ivan Sutherland desenvolupant programari per a sistemes gràfics interactius, primer a Harvard i després a la Universitat de Utah. Després va ocupar llocs de docència i investigació al Universitat Queen Mary de Londres, a la Universitat de Califòrnia a Irvine i a la Universitat de Utah.
Entre 1973 i 1979, Newman va treballar al Centre de Recerca Xerox Palo Alto, on va participar en el desenvolupament de diversos dels components de programari per a Alto, l'equip personal pioner de Xerox. Va desenvolupar independentment Markup (1975), un dels primers programes interactius de dibuix (pintura). Amb Bob Sproull va desenvolupar Press, un llenguatge de descripció de pàgines per a impressores que va ser un precursor de PostScript; i amb Timothy Mott va desenvolupar Officetalk Zero, un prototip d'oficina. Tots aquests es van utilitzar en les primeres versions del sistema Alto. Markup va incloure el que va ser gairebé segurament el primer cas de l'ús de menús emergents. (Podeu trobar més detalls al manual de l'usuari de l'Alto).
El 1973, Newman i Bob Sproull van publicar Principles of Interactive Computer Graphics; una segona edició va ser publicada el 1979. Aquest va ser el primer llibre de text complet sobre gràfics per ordinador i es va considerar com a la "bíblia" gràfica fins que va ser seguida per Computer Graphics: Principles and Practice de Foley i Andries van Dam.
Newman va gestionar un equip de recerca del Xerox Research Center Europe, Cambridge, Regne Unit. Amb Margery Eldridge i Mik Lamming va dur a terme un projecte de recerca en Recuperació d'informació basada en activitats (AIR). La hipòtesi bàsica del projecte era que si les dades contextuals sobre activitats humanes poden ser capturades automàticament i posteriorment presentades com a descripcions recognoscibles d'episodis passats, es pot millorar la memòria humana d'aquests episodis passats.
Newman va dur a terme posteriorment investigacions sobre Interacció persona-ordinador amb l'objectiu d'identificar paràmetres mesurables que caracteritzen la qualitat de la interacció. Va desenvolupar un enfocament basat en paràmetres crítics per dissenyar sistemes interactius que proporcionin millores de rendiment tangibles a l'usuari. El 1995 va publicar el llibre de text Disseny del sistema interactiu amb Mik Lamming que incorpora aquestes idees.
Newman va treballar des de llavors com a consultor, assessorant diverses organitzacions sobre disseny de sistemes interactius. També ha estat professor honorari al University College de Londres, fent conferències al seu centre d'interacció (UCLIC).